# Carnarvon (Australia)
Carnarvon – miasto portowe położone około 900 kilometrów na północ od Perth w stanie Australia Zachodnia. Miasto leży u ujścia okresowej rzeki Gascoyne do Oceanu Indyjskiego. Atrakcyjna dla turystów Zatoka Rekina rozciąga się na południe od miasta.  Według spisu powszechnego z roku 2006 Carnarvon zamieszkiwało 5283 osób.

## Historia
Miasto zostało założone w roku 1883, jako port morski i centrum zaopatrzeniowe dla okolicznych terenów, później jako ośrodek administracji hrabstwa Carnarvon. Nazwę miastu nadano na cześć Henry'ego Herberta, 4. hrabiego Carnarvon, podsekretarza stanu do spraw kolonii.
W przeszłości Carnarvon posiadało trzy linie kolejowe:
- Pierwsza, uwidoczniona na planie robót publicznych z roku 1884, była bardzo krótka. Zaczynała się w okolicy nadrzecznego lądowiska, przemierzała dzisiejszą dzielnicę Olivia Terrace, by skończyć swój bieg po drugiej stronie drogi. Wagon tramwajowy wykorzystywany na tej linii miał mieć napęd ręczny, przy pomocy lewara drezynowego poruszającego jedną z osi pojazdu. Istnieją jednak pewne dane wskazujące, że wagon był napędzany siłą wiatru.
- Druga linia, zbudowana w latach 1886-1887, biegła z Cleaver Terrace prosto w stronę pirsu załadunkowego, który znajdował się w połowie drogi z Mangrove Point do Conspicuous Clump. Był to tramwaj konny.
- Trzecia, istniejąca częściowo do dziś, została ukończona 9 listopada 1900 roku. Rozpoczynała się w pobliżu miasta, przecinała wyspę Babbage i docierała do głębokowodnego pirsu. Skonstruowano ją jako linię wąskotorową o rozstawie szyn 610 mm. Jej długość wynosiła 3,3 km. W związku z tym, że wagonikami przewożono ciężkie bele wełny, zdecydowano o sprowadzeniu większych wagonów i poszerzeniu torowiska do 1067 mm, co nastąpiło w latach 1908-1909. Wagony ciągnął parowóz. Zaprzestano używania tej linii w 1965 roku.

Linię na pirsie głębokowodnym obsługuje dziś firma o nazwie Carnarvon Light Railway Association.

## Klimat
Carnarvon leży w okresowo suchej strefie klimatu podzwrotnikowego. Średni opad roczny wynosi 226 mm, przy czym okres największych opadów przypada na maj i czerwiec. Zdarzające się od czasu do czasu cyklony tropikalne przynoszą falę bardzo silnych opadów, wysoką temperaturę i huraganowe wiatry, ale poza tymi wypadkami lata są przeważnie suche. Średnie najwyższe temperatury roczne wahają się od 33 °C w lutym do 22 °C w lipcu. Średnie najniższe wynoszą odpowiednio 23 °C i 11 °C.
| Miesiąc | Sty  | Lut  | Mar  | Kwi  | Maj  | Cze  | Lip  | Sie  | Wrz  | Paź  | Lis  | Gru  | Roczna |
| --- | ---- | ---- | ---- | ---- | ---- | ---- | ---- | ---- | ---- | ---- | ---- | ---- | ------ |
| Średnie temperatury w dzień [°C]                                                                                                   | 31.3 | 32.7 | 31.9 | 29.5 | 26.7 | 23.7 | 22.6 | 23.4 | 24.7 | 26.3 | 28.1 | 29.5 | 27,5   |
| Średnie dobowe temperatury [°C] | 26.9 | 28.1 | 27.0 | 24.4 | 20.8 | 17.9 | 16.7 | 17.5 | 19.3 | 21.4 | 23.5 | 25.1 | 22,4   |
| Średnie temperatury w nocy [°C] | 22.4 | 23.5 | 22.1 | 19.3 | 14.9 | 12.1 | 10.7 | 11.6 | 13.9 | 16.5 | 18.8 | 20.7 | 17,2   |
| Opady [mm] | 8.1  | 16.8 | 15.7 | 15.8 | 28.2 | 46.1 | 44.0 | 18.3 | 7.4  | 4.7  | 4.6  | 11.7 | 221    |
| Średnia liczba dni z opadami | 1.3  | 2.2  | 2.2  | 2.5  | 4.5  | 6.8  | 6.8  | 5.1  | 3.3  | 1.7  | 1.5  | 0.6  | 38,5   |
| Źródło: Bureau of Meteorology (liczba dni z opadami dla wartości 0,1 mm, Carnarvon Airport, 4 m n.p.m., 2 km od oceanu, 1981-2010) |      |      |      |      |      |      |      |      |      |      |      |      |        |

## Gospodarka i edukacja

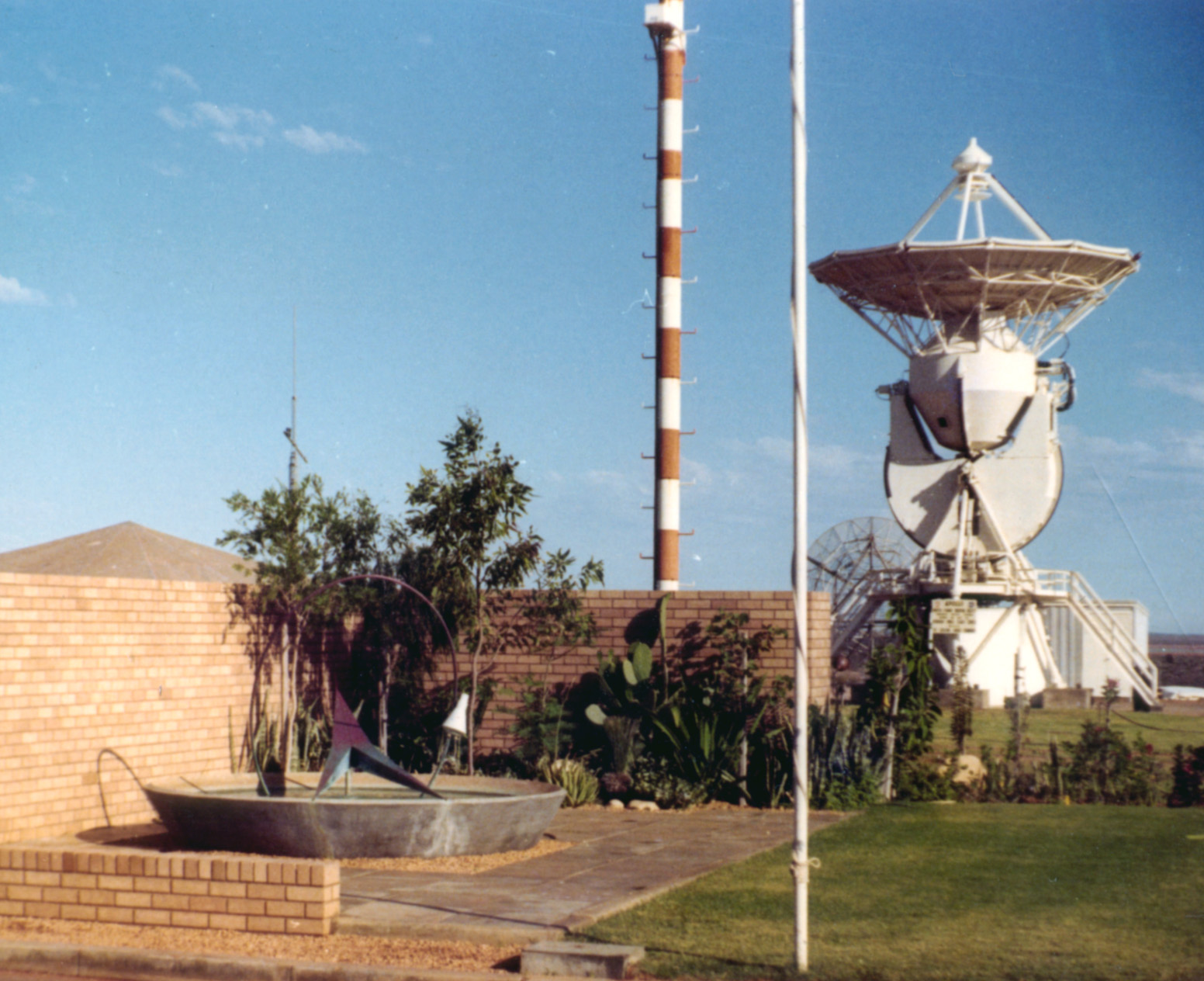
Radionamiernik NASA w Carnarvon

Głównymi gałęziami miejscowej gospodarki są:
- wydobycie soli z pobliskiego jeziora MacLeod;
- rolnictwo, uprawa bananów odmiany "cavendish" (80% produkcji Australii Zachodniej) i pomidorów, jak również hodowla bydła, owiec i kóz;
- rybołówstwo (największe znaczenie mają połowy krewetek);
- turystyka.

W latach sześćdziesiątych XX wieku NASA zbudowała w Carnarvon stację radionamiernika dla obsługi programów kosmicznych Gemini i Apollo. Stacja została zamknięta w połowie lat siedemdziesiątych. Dzisiaj pozostały po niej tylko fundamenty.
W latach siedemdziesiątych Radio Australia miało tu swoją krótkofalową stację przekaźnikową dla transmisji programów do Europy i Azji.
W mieście znajduje się pięć szkół: trzy publiczne i dwie prywatne: szkoła katolicka St Mary's Star of the Sea zbudowana w roku 1906, średnia Carnarvon Senior High School, a także podstawowe East Carnarvon Primary School, Carnarvon Primary School, Carnarvon Christian School i Carnarvon School of the Air (szkoła radiowa, dla dzieci z odległych farm). Carnarvon Senior High School uważana jest za jedną z najgorszych szkół w Australii Zachodniej, zarówno ze względu na średnią ocen, jak i słabą znajomość czytania, pisania i matematyki jej absolwentów.

## "Korean Star"
20 maja 1988 roku, przy sztormowej pogodzie, morze wyrzuciło na brzeg w pobliżu przylądka Cuvier (w granicach portu Carnarvon) masowiec "Korean Star", zarejestrowany w Panamie. Do oceanu wyciekło około 600 ton oleju napędowego z pękniętych zbiorników statku. Zanieczyszczonych zostało około 10 km pobliskich plaż. Statku nie opłacało się ratować, więc pozostawiono go na miejscu, jednak już po kilku latach widać było tylko niewielkie szczątki wraku. Obecnie wrak znajduje się w odległości około 3,8 km od przylądka Curvier, a wody w jego najbliższym otoczeniu mają głębokość od 24 do 70 metrów.